# UNESCO
L'Organització de les Nacions Unides per a l'Educació, la Ciència i la Cultura (en francès: Organisation des Nations unies pour l'éducation, la science et la culture; en anglès: United Nations Educational, Scientific and Cultural Organization, UNESCO), fou establerta per les Nacions Unides el 1946 per promoure la col·laboració internacional en educació, ciència, cultura i comunicació.
Avui dia 193 estats pertanyen a la UNESCO, i set més en són membres associats. Té la seu a París (França), i la seva xarxa comprèn més de 60 oficines arreu del món. Els projectes patrocinats per la UNESCO inclouen projectes científics internacionals; programes d'alfabetització, d'ensenyament tècnic o de formació de mestres; projectes històrics i culturals regionals; foment de la cooperació internacional per preservar el patrimoni cultural i natural mundial, i promoció dels drets humans.
A través de la “Convenció sobre la Protecció del Patrimoni Mundial Cultural i Natural”, la UNESCO va crear l'any 1946 un pla de protecció dels béns culturals del món conegut com a Patrimoni Comú de la Humanitat.
El paper de la UNESCO ha estat controvertit moltes vegades. Durant els anys 70 i 80, diversos països occidentals van criticar que la UNESCO es feia servir com un fòrum de països comunistes i del Tercer Món en contra dels països occidentals. Especialment, es va criticar el pla Nou Ordre Internacional de la Informació, al·legant que anava en contra de la llibertat de premsa. Els Estats Units d'Amèrica van abandonar la UNESCO el 1984, van retornar-hi el 2003 i està previst que se’n retirin de nou el 31 de desembre de 2018. El Regne Unit va retirar-se'n el 1984, i va reingressar-hi el 1997. També s'ha criticat la UNESCO pel seu excés de burocràcia.
Una de les missions de la UNESCO és la de mantenir una relació de llocs que són considerats Patrimoni de la Humanitat. Aquests llocs són emplaçaments històrics o naturals la preservació i adequació dels quals són considerats importants per la comunitat internacional. La UNESCO, però, no s'involucra directament en llur manteniment. L'organització també posa al dia la llista d'Obres Mestres del Patrimoni Oral i Intangible de la Humanitat; i des del 1997, el Registre Internacional de la Memòria del Món.
La UNESCO també va ser la responsable de la fundació de l'OANA, l'Organització d'Agències de Notícies de l'Àsia i el Pacífic. Aquesta divisió abasteix el Consell Internacional de Ciència. La UNESCO hi és representada pels Ambaixadors de Bona Voluntat de la UNESCO.
La UNESCO és l'encarregada de coordinar les activitats de la Dècada Internacional per la Promoció d'una Cultura de Pau i de No-Violència per als Infants del Món (2001-2010), tal com va ser anomenada per l'Organització de les Nacions Unides l'any 1998.
Cada any, la UNESCO promou els drets de la llibertat d'expressió i la llibertat de premsa com a drets humans bàsics, amb la creació de la jornada internacional anomenada Dia Mundial de la Llibertat de Premsa el dia 3 de maig. L'esdeveniment és commemorat per recordar, celebrar i emfasitzar la importància de la llibertat de premsa com a element crucial de qualsevol societat íntegra, democràtica i lliure.
El 1998 la UNESCO va començar a donar suport al programari lliure (programari que dona llibertat als usuaris de poder modificar-lo i redistribuir-lo). Fou un fet notable el finançament parcial que va oferir la UNESCO a la creació del Directori de Programari Lliure. La resta va ser finançada per la Fundació del Programari Lliure (Free Software Foundation).
El 31 d'octubre de 2011 la UNESCO aprova l'admissió de Palestina com a estat de ple dret a aquesta organització cultural. Això va representar un pas més de l'Autoritat Nacional Palestina per aconseguir el reconeixement de l'ONU, que tenia pendent fins a final d'any. Aquest fet va provocar la reacció dels Estats Units, que immediatament van anunciar que deixaven d'aportar els seus fons a la UNESCO i, per tant, l'anul·lació d'un pagament de 60 milions de dòlars (uns 43 milions d'euros) que estava previst per a aquell mateix novembre (l'endemà de la resolució), assegurant que el reconeixement de Palestina com a estat de ple dret posava en marxa restriccions legislatives existents des de temps de l'administració Bush que impedien la contribució econòmica a l'organització si es donava el cas de l'admissió de Palestina.
El 3 de juny del 2013 se signa a París un conveni entre qui aleshores era president de la Generalitat, Artur Mas, i la directora general de la UNESCO, Irina Bokova, segons el qual Catalunya pot enviar els seus propis representants a la UNESCO, que no formaran part de la delegació permanent espanyola. L'acord es fa amb col·laboració amb el govern espanyol, ja que ho preveia un article de l'Estatut que el Constitucional no va recórrer.

## Història
Ja el 1942, en període de guerra, els governs dels països europeus, que s'enfrontaven a l'Alemanya nazi i els seus aliats, es reuniren al Regne Unit per la Conferència de Ministres d'Educació Aliats (CAME, per les seves sigles en anglès). La Segona Guerra Mundial encara estava lluny d'acabar-se, però aquests països estaven cercant maneres i mitjans de reconstruir els seus sistemes educatius una vegada s'aconseguís establir la pau. El projecte guanyà força molt ràpidament i aviat agafà un caire universal. Nous governs, com ara el dels Estats Units, decidiren unir-s'hi.
A proposta de la CAME, entre l'1 i el 16 de novembre del 1945 se celebrà a Londres una Conferència de les Nacions Unides per l'establiment d'una organització educativa i cultural (ECO/CONF). La guerra amb prou feines havia acabat quan s'inaugurà la conferència, que reuní els representants de quaranta-quatre països. Incitats per França i el Regne Unit, dos països que havien sofert moltes penúries durant el conflicte, els delegats decidiren crear una organització que representaria una autèntica cultura de la pau. Des del seu punt de vista, la nova organització havia d'establir la "solidaritat intel·lectual i moral de la humanitat" i, en fer-ho, evitar que esclatés una altra guerra mundial.
Al final de la conferència, trenta-set països fundaren l'Organització de les Nacions Unides per a l'Educació, la Ciència i la Cultura. La Constitució de la UNESCO, signada el 16 de novembre del 1945, entrà en vigor el 4 de novembre del 1946 després de ser ratificada per vint països: Austràlia, el Brasil, el Canadà, la Xina, Txecoslovàquia, Dinamarca, la República Dominicana, Egipte, França, Grècia, l'Índia, el Líban, Mèxic, Nova Zelanda, Noruega, Aràbia Saudita, Sud-àfrica, Turquia, el Regne Unit i els Estats Units. La primera sessió de la Conferència General de la UNESCO se celebrà a París entre el 19 de novembre i el 10 de desembre del 1946 amb la participació de representants de 30 governs amb dret de vot.
Les cendres de la Segona Guerra Mundial es reflecteixen en la composició dels Estats membres fundadors de la UNESCO. El Japó i la República Federal Alemanya esdevingueren membres el 1951 i Espanya el 1953. Altres factors històrics importants, com per exemple la Guerra Freda, el procés de descolonització i la dissolució de l'URSS també deixaren la seva traça en la UNESCO. L'URSS s'uní a la UNESCO el 1954, i el 1992 hi fou substituïda per la Federació Russa. Dinou estats africans n'esdevingueren membres el 1960. Dotze repúbliques de l'antiga Unió Soviètica s'uniren a la UNESCO en el període que va entre el 1991 i el 1993.
Com a conseqüència de la seva entrada a les Nacions Unides, la República Popular de la Xina ha estat l'únic representant legítim de la Xina a la UNESCO des del 1971. La República Democràtica Alemanya en fou membre entre el 1972 i el 1990, quan s'uní amb la República Federal Alemanya.
La Lliga de Nacions, precursora de les Nacions Unides, també tenia una institució que s'ocupava de la cooperació intel·lectual. Era anomenada el "Comité Internacional de Cooperació Intel·lectual" (ICIC) i tenia membres prestigiosos com ara Albert Einstein, Thomas Mann o Marie Curie.
La bandera de la UNESCO mostra una variació del Partenó, un temple de l'antiga Grècia situat a Atenes.

## Estats fundadors
Llista per ordre alfabètic dels 20 estats fundadors. La constitució de la UNESCO entra en vigor el 1946, i fou ratificada per aquests 20 estats:
| - Aràbia Saudita - Sud-àfrica - Austràlia - Brasil - Canadà | - Xina - Dinamarca - Egipte - Estats Units d'Amèrica - França | - Grècia - Índia - Líban - Mèxic - Noruega | - Nova Zelanda - República Dominicana - Regne Unit - Txecoslovàquia - Turquia |

| Estat                          | Data                   |
| ------------------------------ | ---------------------- |
| Afganistan                     | 4 de maig de 1948      |
| Albània                        | 16 d'octubre de 1958   |
| Algèria                        | 15 d'octubre de 1962   |
| Andorra                        | 20 d'octubre de 1993   |
| Angola                         | 11 de març de 1977     |
| Antigua i Barbuda              | 15 de juliol de 1982   |
| Argentina                      | 15 de setembre de 1948 |
| Armènia                        | 9 de juny de 1992      |
| Austràlia                      | 4 de novembre de 1946  |
| Àustria                        | 13 d'agost de 1948     |
| Azerbaidjan                    | 3 de juny de 1992      |
| Bahames                        | 23 d'abril de 1981     |
| Bahrain                        | 18 de gener de 1972    |
| Bangladesh                     | 27 d'octubre de 1972   |
| Barbados                       | 24 d'octubre de 1968   |
| Belarús                        | 12 de maig de 1954     |
| Bèlgica                        | 29 de novembre de 1946 |
| Belize                         | 10 de maig de 1982     |
| Benín                          | 18 d'octubre de 1960   |
| Bhutan                         | 13 d'abril de 1982     |
| Bolívia                        | 13 de novembre de 1946 |
| Bòsnia i Hercegovina           | 2 de juny de 1993      |
| Botswana                       | 16 de gener de 1980    |
| Brasil                         | 4 de novembre de 1946  |
| Brunei                         | 17 de març de 2005     |
| Bulgària                       | 17 de maig de 1956     |
| Burkina Faso                   | 14 de novembre de 1960 |
| Burundi                        | 16 de novembre de 1962 |
| Cambodja                       | 3 de juliol de 1951    |
| Camerun                        | 11 de novembre de 1960 |
| Canadà                         | 4 de novembre de 1946  |
| Cap Verd                       | 15 de febrer de 1978   |
| República Centreafricana       | 11 de novembre de 1960 |
| Txad                           | 19 de desembre de 1960 |
| Xile                           | 7 de juliol de 1953    |
| R.P. de la Xina                | 4 de novembre de 1946  |
| Colòmbia                       | 31 d'octubre de 1947   |
| Comores                        | 22 de març de 1977     |
| Rep. del Congo                 | 24 d'octubre de 1960   |
| Illes Cook                     | 25 d'octubre de 1989   |
| Costa Rica                     | 19 de maig de 1950     |
| Costa d'Ivori                  | 27 d'octubre de 1960   |
| Croàcia                        | 1 de juny de 1992      |
| Cuba                           | 29 d'agost de 1947     |
| Xipre                          | 6 de febrer de 1961    |
| Txèquia                        | 22 de febrer de 1993   |
| Corea del Nord                 | 18 d'octubre de 1974   |
| R.D. del Congo                 | 25 de novembre de 1960 |
| Dinamarca                      | 4 de novembre de 1946  |
| Djibouti                       | 31 d'agost de 1989     |
| Dominica                       | 9 de gener de 1979     |
| República Dominicana           | 4 de novembre de 1946  |
| Equador                        | 22 de gener de 1947    |
| Egipte                         | 4 de novembre de 1946  |
| El Salvador                    | 28 d'abril de 1948     |
| Guinea Equatorial              | 29 de novembre de 1979 |
| Eritrea                        | 2 de setembre de 1993  |
| Estònia                        | 14 d'octubre de 1991   |
| Etiòpia                        | 1 de juliol de 1955    |
| Fiji                           | 14 de juliol de 1983   |
| Finlàndia                      | 10 d'octubre de 1956   |
| França                         | 4 de novembre de 1946  |
| Gabon                          | 16 de novembre de 1960 |
| Gàmbia                         | 1 d'agost de 1973      |
| Geòrgia                        | 7 d'octubre de 1992    |
| Alemanya                       | 11 de juliol de 1951   |
| Ghana                          | 11 d'abril de 1958     |
| Grècia                         | 4 de novembre de 1946  |
| Grenada                        | 17 de febrer de 1975   |
| Guatemala                      | 2 de gener de 1950     |
| Guinea                         | 2 de febrer de 1960    |
| Guinea Bissau                  | 1 de novembre de 1974  |
| Guyana                         | 21 de març de 1967     |
| Haití                          | 18 de novembre de 1946 |
| Hondures                       | 16 de desembre de 1947 |
| Hongria                        | 14 de setembre de 1948 |
| Islàndia                       | 8 de juny de 1964      |
| Índia                          | 4 de novembre de 1946  |
| Indonèsia                      | 27 de maig de 1950     |
| Iran                           | 6 de setembre de 1948  |
| Iraq                           | 21 d'octubre de 1948   |
| Irlanda                        | 3 d'octubre de 1961    |
| Israel                         | 16 de setembre de 1949 |
| Itàlia                         | 27 de gener de 1948    |
| Jamaica                        | 7 de novembre de 1962  |
| Japó                           | 2 de juliol de 1951    |
| Jordània                       | 14 de juny de 1950     |
| Kazakhstan                     | 22 de maig de 1992     |
| Kenya                          | 7 d'abril de 1964      |
| Kiribati                       | 24 d'octubre de 1989   |
| Kuwait                         | 18 de novembre de 1960 |
| Kirguizstan                    | 2 de juny de 1992      |
| Laos                           | 9 de juliol de 1951    |
| Letònia                        | 14 d'octubre de 1991   |
| Líban                          | 4 de novembre de 1946  |
| Lesotho                        | 29 de setembre de 1967 |
| Libèria                        | 6 de març de 1947      |
| Líbia                          | 27 de juny de 1953     |
| Lituània                       | 7 d'octubre de 1991    |
| Luxemburg                      | 27 d'octubre de 1947   |
| Madagascar                     | 10 de novembre de 1960 |
| Malawi                         | 27 d'octubre de 1964   |
| Malàisia                       | 16 de juny de 1958     |
| Maldives                       | 18 de juliol de 1980   |
| Mali                           | 7 de novembre de 1960  |
| Malta                          | 10 de febrer de 1965   |
| Illes Marshall                 | 30 de juny de 1995     |
| Mauritània                     | 10 de gener de 1962    |
| Maurici                        | 25 d'octubre de 1968   |
| Mèxic                          | 4 de novembre de 1946  |
| Micronèsia                     | 19 d'octubre de 1999   |
| Mònaco                         | 6 de juliol de 1949    |
| Mongòlia                       | 1 de novembre de 1962  |
| Marroc                         | 7 de novembre de 1956  |
| Montenegro                     | 1 de març de 2007      |
| Moçambic                       | 11 d'octubre de 1976   |
| Myanmar                        | 27 de juny de 1949     |
| Namíbia                        | 2 de novembre de 1978  |
| Nauru                          | 17 d'octubre de 1996   |
| Nepal                          | 1 de maig de 1953      |
| Països Baixos                  | 1 de gener de 1947     |
| Nova Zelanda                   | 4 de novembre de 1946  |
| Nicaragua                      | 22 de febrer de 1952   |
| Níger                          | 10 de novembre de 1960 |
| Nigèria                        | 14 de novembre de 1960 |
| Niue                           | 26 d'octubre de 1993   |
| Noruega                        | 4 de novembre de 1946  |
| Oman                           | 10 de febrer de 1972   |
| Palestina                      | 23 de novembre de 2011 |
| Pakistan                       | 14 de setembre de 1949 |
| República de Palau             | 20 de setembre de 1999 |
| Panamà                         | 10 de gener de 1950    |
| Papua Nova Guinea              | 4 d'octubre de 1976    |
| Paraguai                       | 20 de juny de 1955     |
| Perú                           | 21 de novembre de 1946 |
| Filipines                      | 21 de novembre de 1946 |
| Polònia                        | 6 de novembre de 1946  |
| Portugal                       | 11 de setembre de 1974 |
| Qatar                          | 27 de gener de 1972    |
| Corea del Sud                  | 14 de juny de 1950     |
| Macedònia del Nord             | 28 de juny de 1993     |
| Moldàvia                       | 27 de maig de 1992     |
| Romania                        | 27 de juliol de 1956   |
| Rússia                         | 21 d'abril de 1954     |
| Ruanda                         | 7 de novembre de 1962  |
| Saint Kitts i Nevis            | 26 d'octubre de 1983   |
| Saint Lucia                    | 6 de març de 1980      |
| Saint Vincent i les Grenadines | 14 de gener de 1983    |
| Samoa                          | 3 d'abril de 1981      |
| San Marino                     | 12 de novembre de 1974 |
| São Tomé i Príncipe            | 22 de gener de 1980    |
| Aràbia Saudita                 | 4 de novembre de 1946  |
| Senegal                        | 10 de novembre de 1960 |
| Sèrbia                         | 20 de desembre de 2000 |
| Seychelles                     | 18 d'octubre de 1976   |
| Sierra Leone                   | 28 de març de 1962     |
| Singapur                       | 8 d'octubre de 2007    |
| Eslovàquia                     | 9 de febrer de 1993    |
| Eslovènia                      | 27 de maig de 1992     |
| Salomó                         | 7 de setembre de 1993  |
| Somàlia                        | 15 de novembre de 1960 |
| Sud-àfrica                     | 12 de desembre de 1994 |
| Sudan del Sud                  | 27 d'octubre de 2011   |
| Espanya                        | 30 de gener de 1953    |
| Sri Lanka                      | 14 de novembre de 1949 |
| Sudan                          | 26 de novembre de 1956 |
| Surinam                        | 16 de juliol de 1976   |
| Eswatini                       | 25 de gener de 1978    |
| Suècia                         | 23 de gener de 1950    |
| Suïssa                         | 28 de gener de 1949    |
| Síria                          | 16 de novembre de 1946 |
| Tadjikistan                    | 6 d'abril de 1993      |
| Tailàndia                      | 1 de gener de 1949     |
| Timor Oriental                 | 5 de juny de 2003      |
| Togo                           | 17 de novembre de 1960 |
| Tonga                          | 29 de setembre de 1980 |
| Trinitat i Tobago              | 2 de novembre de 1962  |
| Tunísia                        | 8 de novembre de 1956  |
| Turquia                        | 4 de novembre de 1946  |
| Turkmenistan                   | 17 d'agost de 1993     |
| Tuvalu                         | 21 d'octubre de 1991   |
| Uganda                         | 9 de novembre de 1962  |
| Ucraïna                        | 12 de maig de 1954     |
| Emirats Àrabs Units            | 20 d'abril de 1972     |
| Regne Unit                     | 1 de juliol de 1997    |
| Tanzània                       | 6 de març de 1962      |
| Estats Units                   | 1 d'octubre de 2003    |
| Uruguai                        | 8 de novembre de 1947  |
| Uzbekistan                     | 26 d'octubre de 1993   |
| Vanuatu                        | 10 de febrer de 1994   |
| Veneçuela                      | 25 de novembre de 1946 |
| Vietnam                        | 6 de juliol de 1951    |
| Iemen                          | 2 d'abril de 1962      |
| Zàmbia                         | 9 de novembre de 1964  |
| Zimbàbue                       | 22 de setembre de 1980 |

## Funcionament
La Conferència General, que reuneix a representants de tots els Estats membres, es reuneix cada 2 anys (anys imparells). El director general és elegit per la Conferència General per un període de 4 anys renovable una sola vegada (des de 2005). El Consell Executiu es reuneix almenys 2 vegades a l'any entre sessions de la Conferència General. Els seus membres en són 58, i són elegits per la Conferència General per un mandat de 4 anys. La seva plantilla d'efectius són més de 2.400 de personal internacional, incloent un miler dels administratius.
La Ciutat del Vaticà, és un cas especial, ja que es tracta d'un observador permanent davant la Conferència General i la Junta Executiva.

## Directors Generals
| No. | Nom                            | Imatge              | Inici | Final   | Notes  |
| --- | ------------------------------ | ------------------- | ----- | ------- | ------ |
| 1.  | Julian Huxley                  | Julian Huxley       | 1946  | 1948    | [ 11 ] |
| 2.  | Jaime Torres Bodet             | Julian Huxley       | 1948  | 1952    | [ 12 ] |
| -   | John Wilkinson Taylor (interí) |                     | 1952  | 1953    | [ 13 ] |
| 3.  | Luther Evans                   | Luther Evans        | 1953  | 1958    |        |
| 4.  | Vittorino Veronese             |                     | 1958  | 1961    |        |
| 5.  | René Maheu                     | Luther Evans        | 1961  | 1974    |        |
| 6.  | Amadou-Mahtar M'Bow            | Amadou-Mahtar M'Bow | 1974  | 1987    |        |
| 7.  | Federico Mayor                 | Federico Mayor      | 1987  | 1999    |        |
| 8.  | Koïchiro Matsuura              | Koïchiro Matsuura   | 1999  | 2009    |        |
| 9.  | Irina Bokova                   | Irina Bokova        | 2009  | 2017    |        |
| 10. | Audrey Azoulay                 | Audrey Azoulay      | 2017  | present |        |

## Premis i medalles
La UNESCO atorga diversos premis, medalles i reconeixements en educació, ciència, cultura i pau:
- Premi UNESCO Confucius, d'alfabetització.
- Premi UNESCO King Sejong Literacy.
- Premi Carlos J. Finlay, de microbiologia.
- Premi Félix Houphouët-Boigny, per honrar individus vius i institucions o organismes actius públics o privats que han fet una contribució significativa a promoure, buscar, protegir o mantenir la pau en conformitat amb la Carta de les Nacions Unides i la Constitució d'UNESCO.
- Premi Internacional Great Man-Made River, sobre recursos de l'aigua en zones àrides o semiàrides.
- Premi Internacional José Martí.
- Premi Internacional Simón Bolívar, té per objecte recompensar una activitat particularment meritòria que, de conformitat amb l'esperit de Simón Bolívar, hagi contribuït a la llibertat, la independència i la dignitat dels pobles, a l'enfortiment de la solidaritat entre les nacions, afavorint el seu desenvolupament o facilitant l'adveniment d'un nou ordre internacional econòmic, social i cultural. Aquesta activitat pot consistir en una creació intel·lectual o artística, realització social o accions de motivació de l'opinió pública.
- Premi Javed Husain, per a joves científics.
- Premi Jikji Memory of the World, per a les persones o institucions que hagin fet contribucions significatives a la preservació i accessibilitat del patrimoni documental.
- Premi Kalinga, a la popularització de la ciència, creat el 1952 per les Nacions Unides per a l'Educació, la Ciència i la Cultura. Sr Bijoyanand Patnaik d'Orissa (Índia, exKalinga), president fundador del Kalinga Foundation Trust, ha fet donació a la UNESCO d'una subvenció de dos mil lliures pel premi anual d'aquest guardó internacional, fou una idea de François Le lion, com a membre de la UNESCO i amb l'ajut de Louis de Broglie i Jacques Bergier.
- Premi L'Oréal-UNESCO, a dones científiques. recompensa les grans investigadores que han contribuït al progrés científic, cadascuna en el seu camp d'investigació. Té per metes millorar la representació de les dones en carreres científiques i reconèixer la seva contribució al progrés de la ciència, aquest premi va ser establert el 1998 pel grup francès L'Oreal i de les Nacions Unides per a l'Educació, la Ciència i la Cultura. Permet educar les dones joves en la ciència i millorar la imatge de la multinacional L'Oreal.
- Beques UNESCO-L'Oréal International.
- Medalla Sergei Eisenstein, per mèrits dins l'art cinematogràfic.
- Premi Sultan Qaboos, a la preservació del medi ambient.
- Premi UNESCO/Guillermo Cano World Press Freedom, creat el 1997, amb distinció a una persona, organització o institució que ha fet una contribució destacada a la defensa o promoció de la llibertat de premsa a qualsevol lloc del món, especialment si aquesta contribució ha estat realitzada en condicions de perill.
- Premi UNESCO King Hamad Bin Isa Al-Khalifa, per a l'ús de les TIC en educació.
- Medalla UNESCO Mozart, a la contribució a la pau al món mitjançant la música i les arts.
- Premi UNESCO, per a l'educació per a la pau, dotat amb 60.000 dòlars, té per objecte promoure totes les formes d'acció que tractarà de "construir a la ment dels homes els baluards de la pau" (Constitució de la UNESCO), recompensant un exemple particularment significatiu per alertar a l'opinió pública i mobilitzar la consciència de la humanitat per la causa de la pau. Aquest premi és lliurat a París, a la seu de la UNESCO, 21 de setembre, Dia Internacional de manteniment de la pau de l'ONU.
- Premi UNESCO, per a l'educació sobre els drets humans.
- Premi UNESCO de Ciència, guardó biennal atorgat per la Unesco a una «persona o grup de persones per contribucions fetes al desenvolupament tecnològic d'un Estat o regió d'un membre en desenvolupament, a través de l'aplicació d'investigacions científiques i tecnològiques (particularment en els camps d'educació, enginyeria, i desenvolupament industrial)».
- Medalla UNESCO/Institut Pasteur.
- UNESCO Artist for Peace
- Creative Cities Network
- Seal of Excellence for Handicrafts
- Premi UNESCO, per la seva destacada contribució a la promoció i preservació de la diversitat cultural a través de Cinema en el Asia Pacific Screen Awards.
- Medalla UNESCO Comenius.[14]

## Fòrum de la Joventut de la UNESCO
El Fòrum de la Joventut de la UNESCO és una trobada de joves líders mundials que es fa a París, prèviament a la Conferència General d'aquesta organització internacional, i té com a finalitat assessorar i proposar accions per a polítiques en joventut.
El fòrum va ser creat per la UNESCO el 1999 i reconegut com un apèndix permanent de la Conferència General el 2003. És, juntament amb el Fòrum Mundial de Joves de l'ONU, una de les trobades més importants de joves líders del món. Hi assisteixen delegats d'aproximadament de 150 països i nombroses ONG. Han participat delegats que després han tingut importants desenvolupaments en les seves carreres internacionals, com va ser Miguel Teixidor de Mèxic, Mia Handshin d'Austràlia, Marina Galkina de Rússia, Simo Salmela de Finlàndia, Francisco Menin de l'Argentina, i Sandra Banfi de l'Uruguai.
Els estats membres han d'enviar representants per participar en els debats, que tenen la qualitat de delegats diplomàtics. Aquests intercanvien visions, experiències, i detecten preocupacions i problemes comuns en sessions de treball. I després realitzen un informe expressant propostes per a l'Organització, i s'incorpora com a document de treball previ de la Conferència General.
L'Organització pren seriosament l'informe i desenvolupa les activitats proposades en ell. Un exemple és el desenvolupament de Fòrums de Joventut regionals, proposats en l'informe de l'any 2005.
Els temes abordats han estat:
- 2001 - Erradicació de la Pobresa.
- 2003 - UNESCO i Joventut: un mutu compromís.
- 2005 - Joventut i Diàleg de Civilitzacions, Cultures i Pobles - Idees per a l'acció en educació, les ciències, la cultura i la comunicació.
- 2007 - Educació i desenvolupament econòmic i la contribució de la ciència i la tecnologia en el desenvolupament sostenible.

## Escoles Associades
La Xarxa del Pla d'Escoles Associades de la UNESCO (xarxaPEA) (ASPnet en anglès), comunament coneguda com a Escoles Associades de la UNESCO, està formada per un conjunt de centres educatius repartits per tot el món. Consta de més de 8.000 centres educatius, entre els quals trobem escoles parvularis, primàries, secundàries i instituts de formació superior.
El principal objectiu d'aquesta organització és el de seguir els principis que marca la UNESCO relacionats entre altres temes amb la cultura, la pau, els drets humans, la igualtat social entre les persones i el medi ambient.
La xarxa PEA que va néixer a partir de l'any 1953 té entre els seus fins a l'acostament entre alumnes i les alumnes procedents de realitats culturals diferents i ajudar-los a trobar solucions davant les problemàtiques del present segle. Per això un dels eixos que vertebren aquest projecte és la comunicació d'experiències entre l'alumnat dels diversos països i l'elaboració de projectes comuns que ajudin a millorar el nostre planeta.
Els principals temes tractats són:
- La problemàtica del nostre planeta i les possibles solucions a aquesta, entre les quals destaca el paper de l'ONU per a la solució d'aquests conflictes.
- Els Drets humans en el món.
- El coneixement de l'existència d'altres cultures i altres formes de vida.
- La protecció enfront del deteriorament del medi ambient i el consum de recursos.

Els objectius de la xarxa PEA són:
- Educar per la pau, per a la cooperació i la comprensió internacional, fomentar el coneixement mutu.
- Fomentar l'entesa entre les comunitats escolars de diferents sistemes polítics i culturals.
- Analitzar els problemes locals i regionals des d'una perspectiva internacional de manera que tothom pugui aportar possibles solucions.

Les característiques de la xarxa són:
- Fomentar des de la participació la no-violència, la pau i la democràcia utilitzant com a principal eina l'educació.
- La mateixa UNESCO proporciona informació sobre els projectes en els quals cada escola està subscrita.
- S'edita un butlletí de la UNESCO, que és una revista per l'intercanvi d'informació sobre els diferents projectes que construeixen les escoles.
- La interrelació entre centres de diverses localitats i països, on es fomenta la comunicació i l'agermanament entre aquests.

## Informacions diverses
La Seu de la UNESCO (situada a París) es pot visitar gratuïtament de dilluns a divendres amb petició prèvia.
L'edifici, dissenyat pels arquitectes Bernard Zehrfuss, Marcel Breuer i Pier Luigi Nervi és un exemple de l'estil arquitectònic de la dècada de 1950. Conté composicions murals Picasso i Miró juntament amb Artigas, Rufino Tamayo, Afro Basaldella i Roberto Matta així com una obra de Calder als jardins. Es pot també visitar el famós Jardí de la Pau de Isamu Noguchi durant el dia de portes obertes dels jardins de París.
El lloc compta amb altres importants obres d'art de molts artistes, com El ritmo del agua de Bazaine, El hombre que camina de Giacometti, UNESCO de Le Corbusier, Silueta en descanso de Henry Moore, Señales eólicas de Takis, Nacimiento de un hombre nuevo de Tsereteli i altres llocs notables com l'Àngel de Nagasaki, l'àrea de la meditació per Tadao Ando, la Plaça de la Tolerància de Dani Karavan i el símbol del Globus d'Erik Reitzel, Totes les coses d'Antoni Tàpies i Puig, Josep Guinovart i Bertran, o La Llibertat: La Pau l'endemà de Abelardo Espejo Tramblin.